# Nikolaj Novikov
Nikolaj Ivanovitsj Novikov (Russisch: Николай Иванович Новиков; Tichvinskoje-Avdotino (Moskou), 27 april 1744 – aldaar, 31 juli 1818) was een Russisch schrijver, krantenuitgever, filantroop en prominent vrijmetselaar. Hij speelde een centrale rol in de verspreiding van verlichte en hermetisch-esoterische denkbeelden in het Rusland van de achttiende eeuw en stond aan het hoofd van een omvangrijk publicatie- en opvoedingsproject. In de jaren 1780 werd hij de leidende figuur van de Russische vrijmetselarij.

## Leven en werk
Na een studie aan de Universiteit van Moskou werkte Novikov in diverse overheidsfuncties. Hij vestigde zich als publicist en verwierf faam met satirische tijdschriften als Truten (1769–1770) en Zrjatel (1780–1789), waarin hij op subtiele wijze misstanden in kerk, onderwijs en bureaucratie aan de kaak stelde. In de jaren 1780 leidde hij de boekhandel en uitgeverij van de universiteit van Moskou, waar hij een omvangrijk fonds aan morele, religieuze en opvoedkundige werken uitgaf, vaak vertaald uit het Duits.

## Vrijmetselarij
Novikov werd rond 1775 ingewijd in een vrijmetselaarsloge in Moskou. Hij was sterk beïnvloed door de hermetische filosofie en het gedachtegoed van de rozenkruisers. Als logelid maakte hij snel carrière. Rond 1782 was hij een van de centrale figuren binnen het Russische netwerk van loges dat verbonden was met de Strikte Observantie, een op tempelriddertraditie geïnspireerd stelsel met Duitse wortels.
In 1783 speelde Novikov een sleutelrol bij de oprichting van de Grootloge van Rusland, die onder toezicht kwam te staan van Russische vrijmetselaren. In tegenstelling tot veel eerder logeleven was de oriëntatie van Novikov en zijn Broeders sterk innerlijk gericht: geestelijke verheffing, deugd en verlichting stonden voorop. Zijn loges hanteerden een intens symbolisch ritueel en onderscheidden zich door een diepe religieus-morele ernst, geïnspireerd door Duitse theosofen zoals Oetinger en Eckartshausen.

## Censuur en gevangenschap
Catharina de Grote stond aanvankelijk tolerant tegenover de vrijmetselarij, maar raakte in de jaren 1780 gealarmeerd door de toegenomen invloed van mystiek-religieuze kringen binnen de loges. De verspreiding van Duitstalige mystieke literatuur, vaak zonder censuurvergunning, werd haar een doorn in het oog. In 1792 liet zij Novikov arresteren en opsluiten in de Petrus-en-Paulusvesting in Sint-Petersburg. Hij werd nooit formeel aangeklaagd, maar verbleef vier jaar in detentie. Na zijn vrijlating werd hij onder permanent toezicht gesteld en publiceerde hij niets meer.

## Laatste jaren en nalatenschap
Novikov trok zich terug uit het openbare leven en stierf in 1818. Zijn werk en denken bleven decennia later invloed uitoefenen op reformistische en religieuze kringen in Rusland. Hij wordt beschouwd als een sleutelfiguur in de Russische Verlichting, mede door zijn pogingen de opvoeding van jeugd, moraliteit en religieuze verdieping te combineren binnen een cultureel en nationaal kader.